# Хребтовичі-Богуринські
Хребтовичі-Богуринські — волинська гілка шляхетського роду Хребтовичів герба «Одровонж»; землевласники Київського воєводства, Волинського воєводства, Новогрудського воєводства Речі Посполитої.
Центр володінь — с. Богурин Луцького повіту Волинського воєводства (нині с. Бугрин Рівненського району Рівненської обл.). Започаткував гілку Василь Богданович Хребтович (п. після 1510), посол до Великого князівства Московського (1491), володимирський (1495—
1501) і здолбицький (1495) намісник, господарський ловчий (з 1501). Найвідоміші представники роду — правнуки Василя, сини Івана Олехновича Хребтовича.

## Мелетій Хребтович
Мелетій Хребтович-Богуринський (помер 13 січня 1593) — архімандрит Києво-Печерського монастиря (див. Києво-Печерська лавра; 1574—76), православний єпископ Володимирський та Берестейський (1579—93). У молоді літа служив у війську, брав участь у Лівонській війні 1558—1583. Пізніше постригся в ченці, 1572 обраний братією Києво-Печерського монастиря настоятелем обителі (королівське підтвердження 1574). Остаточно закріпився на цьому місці лише 1576, коли польський король Стефан Баторій визнав безпідставність прав на архімандрію конкурента Мелетія Х.-Б. — Сильвестра Єрусалимця, підтримуваного київським воєводою кн. В.-К.Острозьким. У грудні 1579 єпископ Володимирський та Берестейський Феодосій Лазовський з дозволу короля передав єпархію Мелетію Х.-Б., аргументуючи свій вчинок старечою слабкістю. Новий єпископ, кандидатуру якого підтримував канцлер коронний Я.Замойський, був уведений у володіння маєтками кафедри наприкінці квітня 1580, проте вже незабаром передав їх у пожиттєву оренду своєму попереднику Феодосію Лазовському (п. 1588). Того ж року від своїх претензій на Володимиро-Берестейську єпархію відмовився (отримавши з рук Мелетія Х.-Б. компенсацію) белзький сурогатор С.Жолкевський. 1588 владика супроводжував константинопольського
патріарха Єремію II Траноса в його подорожі руськими землями Речі Посполитої, був одним із свідків проголошення Кирила Терлецького, єпископа Луцького і Острозького, патріаршим екзархом. Наступного року Єремія II Транос наділив Мелетія Х.-Б. титулом протофронія (першопрестольника) поміж усіма владиками Київської митрополії. 1590 дав благословення на заснування в м. Берестя (нині м. Брест, Білорусь) братства і школи при ньому. 1592 здобув для Києво-Печерського монастиря статус ставропігії, випросивши відповідне розпорядження в патріарха Єремії II Траноса. Помер у с. Городок, маєтку Києво-Печерського монастиря, розташов. у Луцькому повіті Волинського воєводства (нині село Рівненського району Рівненської обл.).
Наступним єпископом Володимирським та Берестейським став Іпатій Потій, а Києво-Печерським архімандритом — Никифор Тур (обоє з 1593).

## Інші
- Семен Іванович Х.-Б. (п. 1587) — луцький гродський писар (1570—77), слуга князя Богуша Корецького. Перший шлюб (1571 — до 1575): Раїна Русинова, донька пинського владики Андрія Русина. Другий шлюб (з 1575): Катерина Андріївна Бабинська.
- Данило Іванович (Дахно, Даніель) Х.-Б. (п. між 1599 і 1602) — слонімський земський писар (згаданий 1583—99).
- Іван Іванович Х.-Б. (п. 1588) — луцький гродський писар (1561—63), луцький підстароста (1570), дорогобузький митник (1572), слуга волинського воєводи Богуша кн. Корецького, врядник корецький (січень 1578).
- Марина (Маруша) Іванівна Х.-Б. дружина (на 1584) Андрія Йосиповича Немирича, який уважається засновником черняхівської гілки роду Немиричів.

Син підстарости Костянтин Іванович (п. після 1645) та його ж онук Владислав Костянтинович (п. після 1649) почергово обіймали уряд київського стольника (1629—45 і 1648—49 відповідно).
Богуринська гілка Хребтовичів вигасла в 2-й пол. 18 ст. після смерті Антонія Владиславовича Х.-Б. (п. після 1757), який був далеким нащадком луцького підстарости Івана Івановича Хребтовича-Богуринського.